# ألان مونتيرو دياز
ألان مونتيرو دياز هو لاعب كرة قدم برازيلي في مركز الوسط، ولد في 19 أكتوبر 1988 في ريو دي جانيرو في البرازيل. لعب مع جمعية بورتوغيزا الرياضية وريد بول برازيل وسانتو أندريه ونادي إيتوانو ونادي ساو باولو ونادي ساو كايتانو ونادي غواراني.

## وصلات خارجية
- ألان مونتيرو دياز على موقع قاعدة بيانات كرة القدم.إي يو (الإنجليزية)
- ألان مونتيرو دياز على موقع Soccerway.com (الإنجليزية)